# Lye kyrka
Lye kyrka är en kyrkobyggnad i Lye på Gotland.
Av kyrkobyggnaden är långhuset är från 1100-talets slut, tornet dateras 1240 och koret byggdes 1325. 
I samband med korbygget förhöjdes tornet. 
Vid tornets västportal finns en relikkista med reliefer av Sighrafr från 1100-talet.
Kyrkan har talrika kalkmålningar från 1300-, 1400- och 1500-talen. Nordens största bevarade svit av glasmålningar utförda av Lyemästaren på 1300-talet finns i koret.
Kyrkans dopfunt är från 1200-talet, altarskåpet dateras 1496 och det finns ett triumfkrucifix från 1400-tal. Predikstolen tillverkades 1705.

## Orgel
1900 bygger Åkerman & Lund, Stockholm, en mekanisk orgel.
| Manual            | Pedal   | Koppel     |
| Principal 8’      | Bihängd | Man/Ped    |
| Borduna 8’        |         | Man 4'/Man |
| Salicional 8’     |         |            |
| Gemshorn 4'       |         |            |
| Crescendosvällare |         |            |

## Bilder

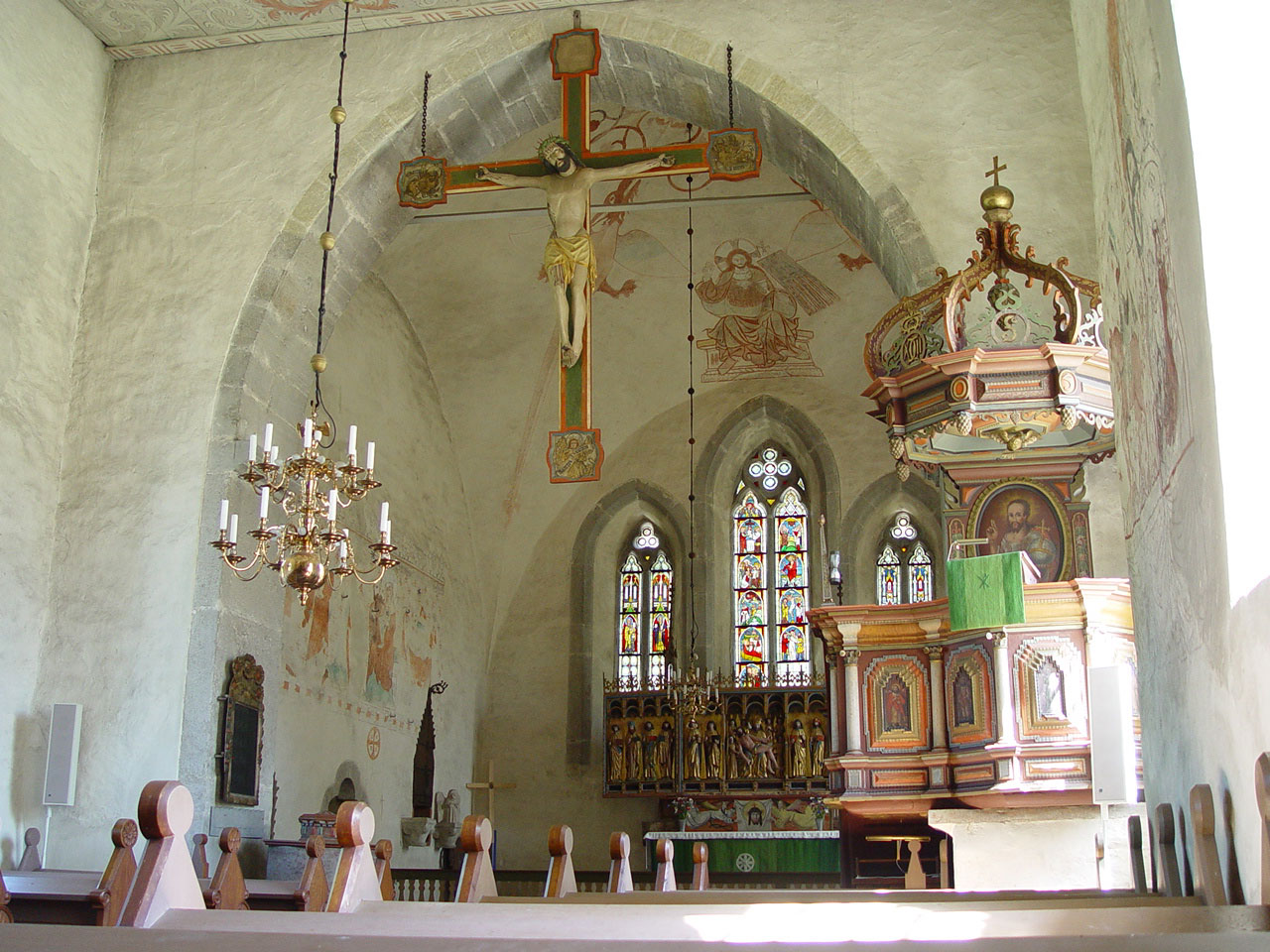
Interiör
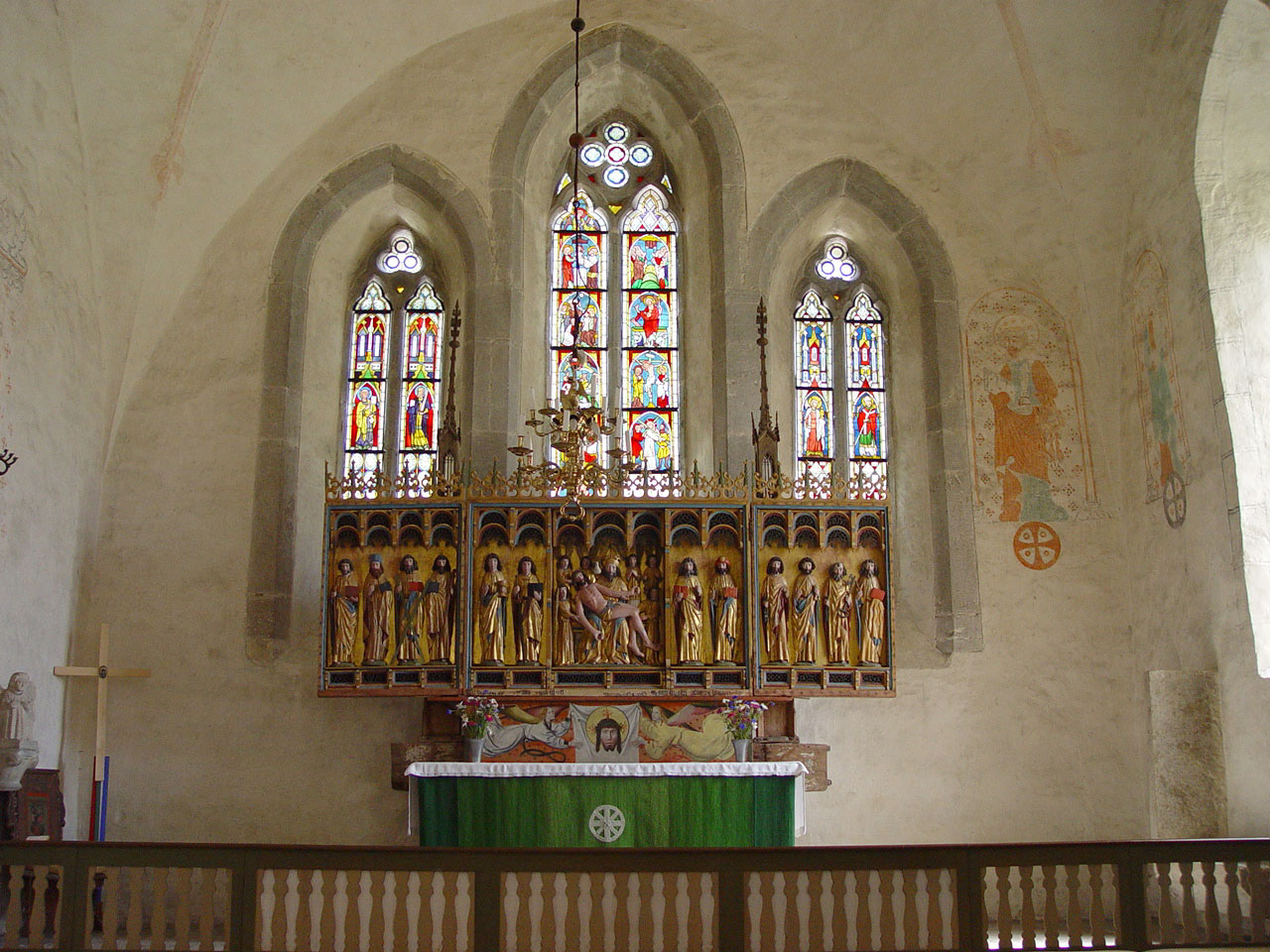
Altaruppsats från 1496.
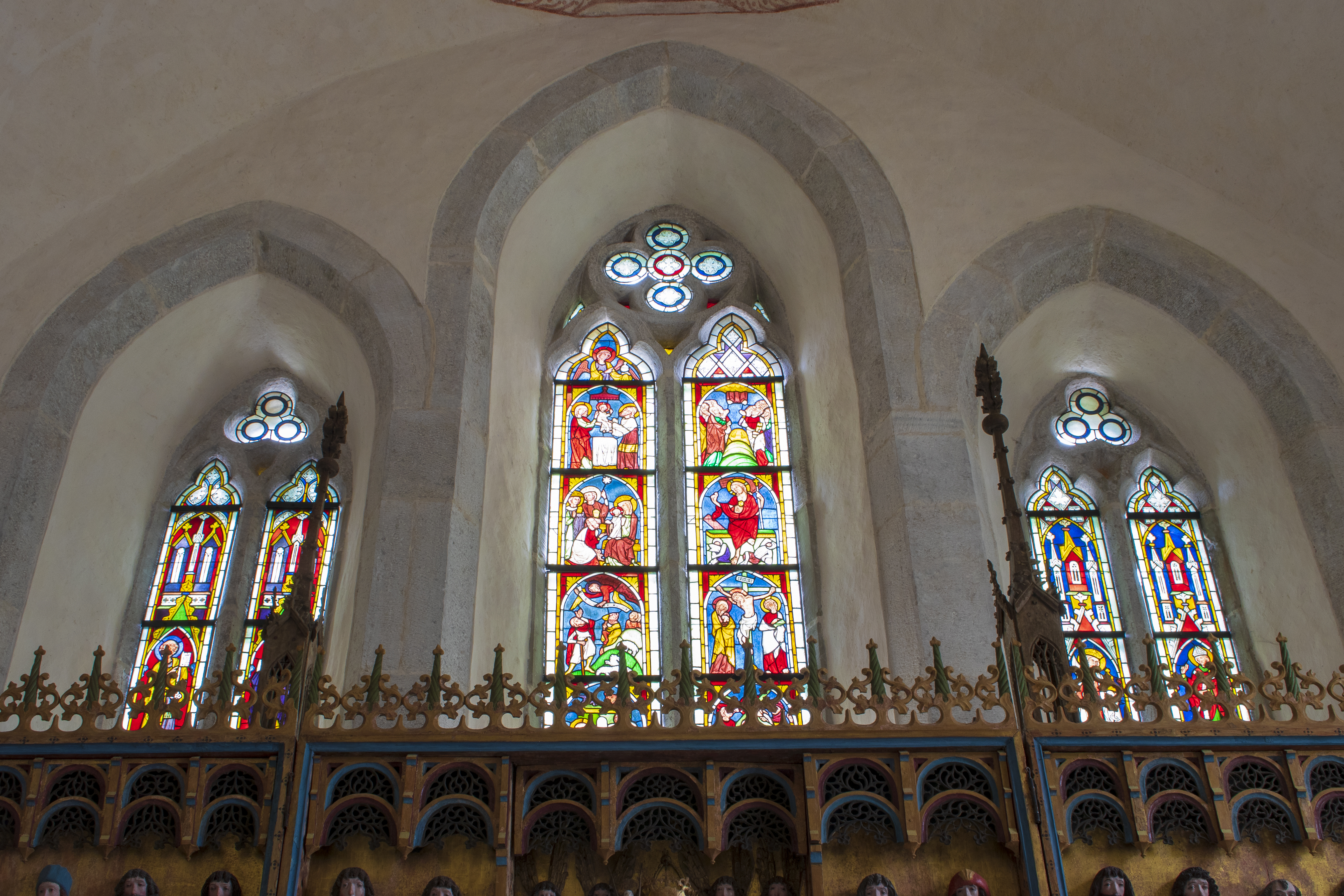
Glasmålningar från 1300-talet.
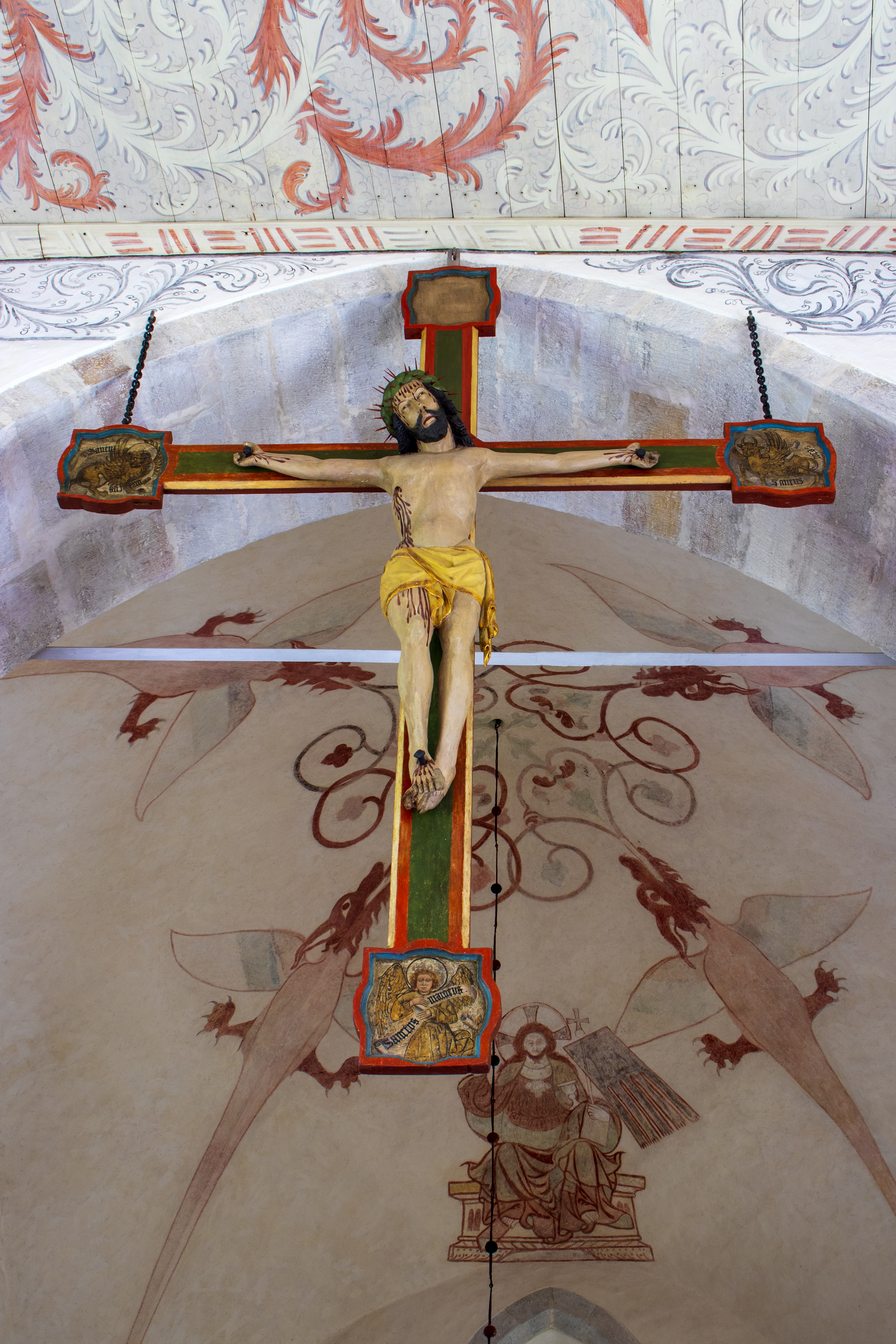
Triumfkrucifix från 1400-talet
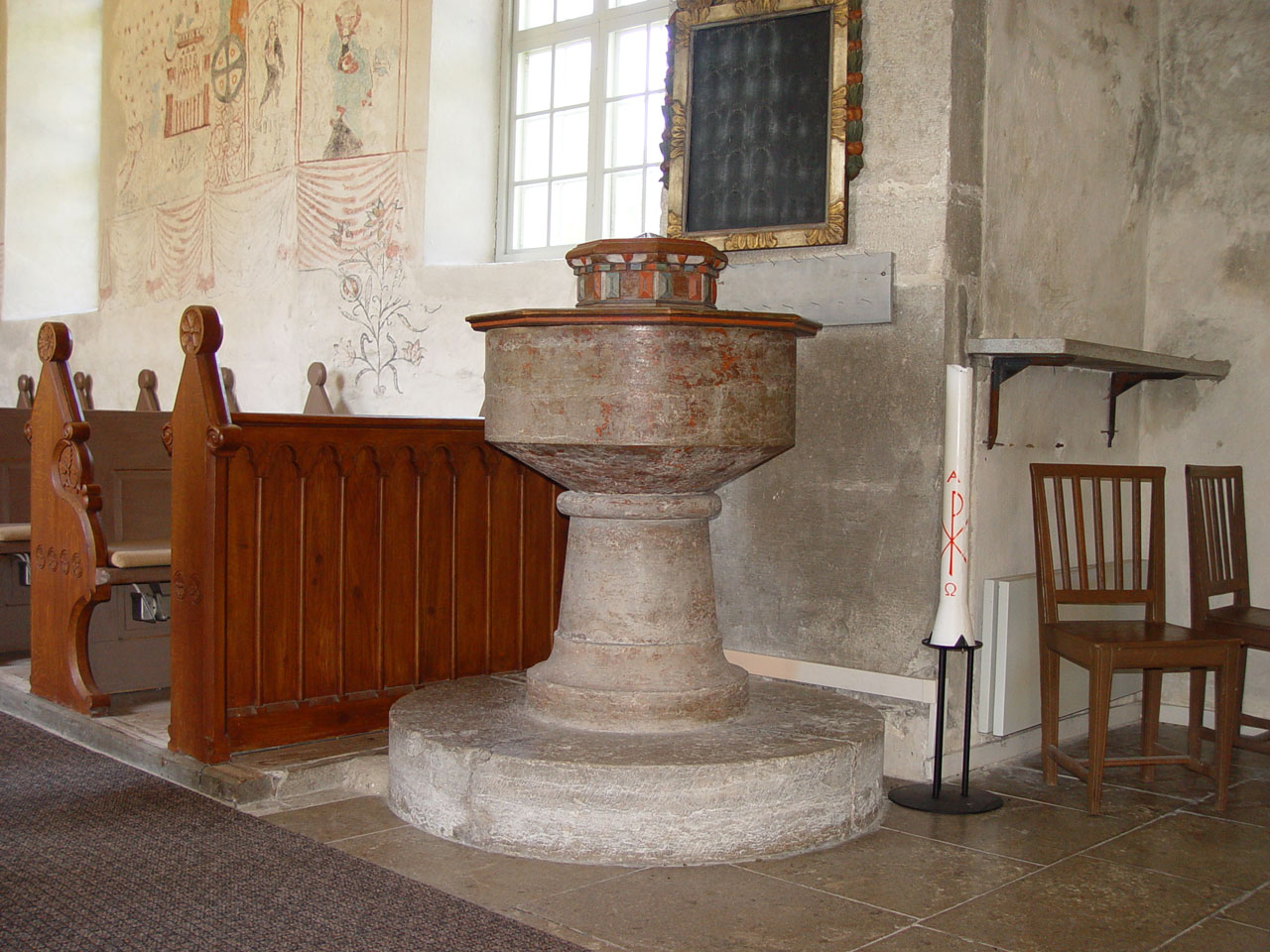
Dopfunt från 1200-talet
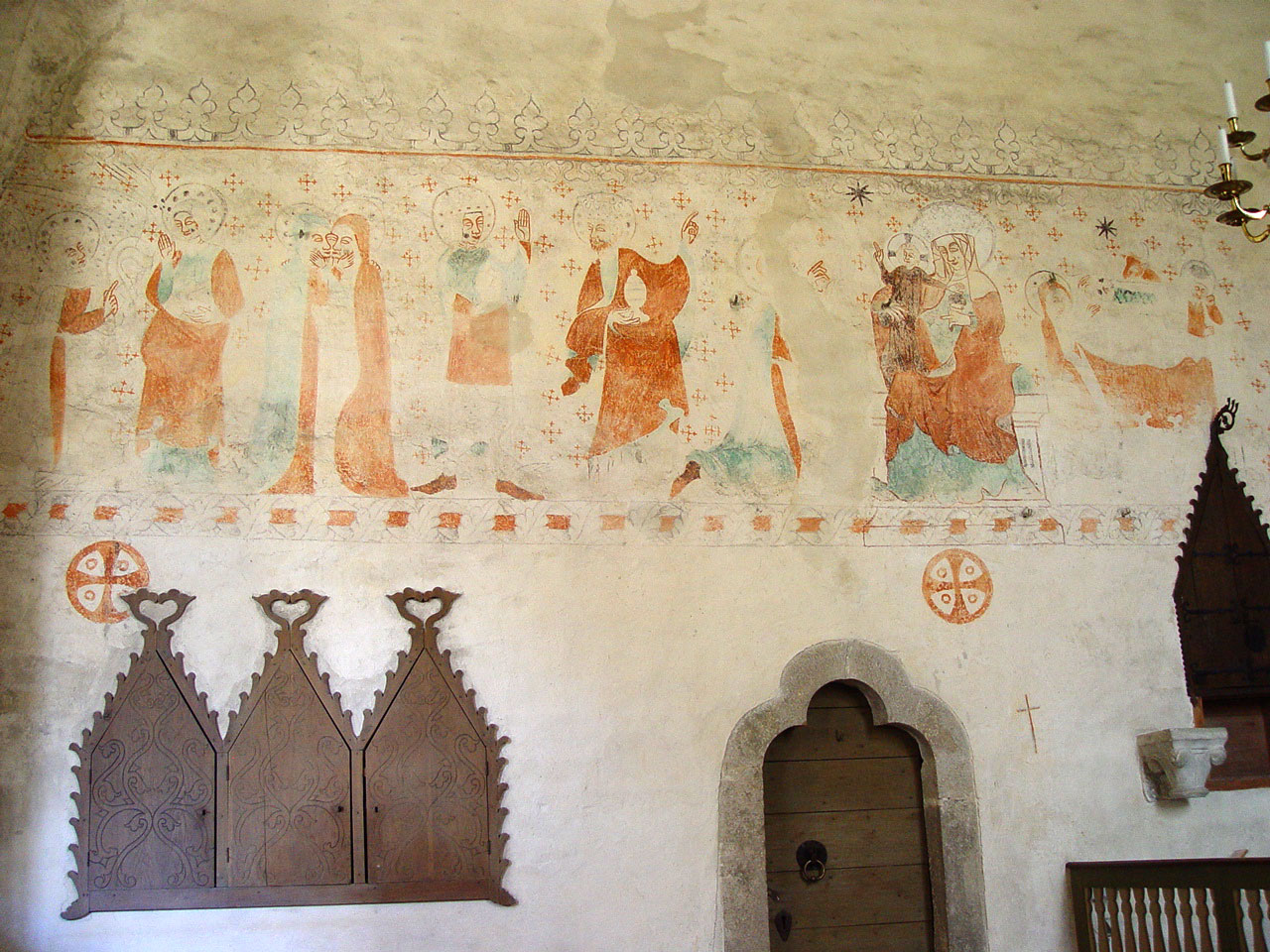
Passionsfris från 1350
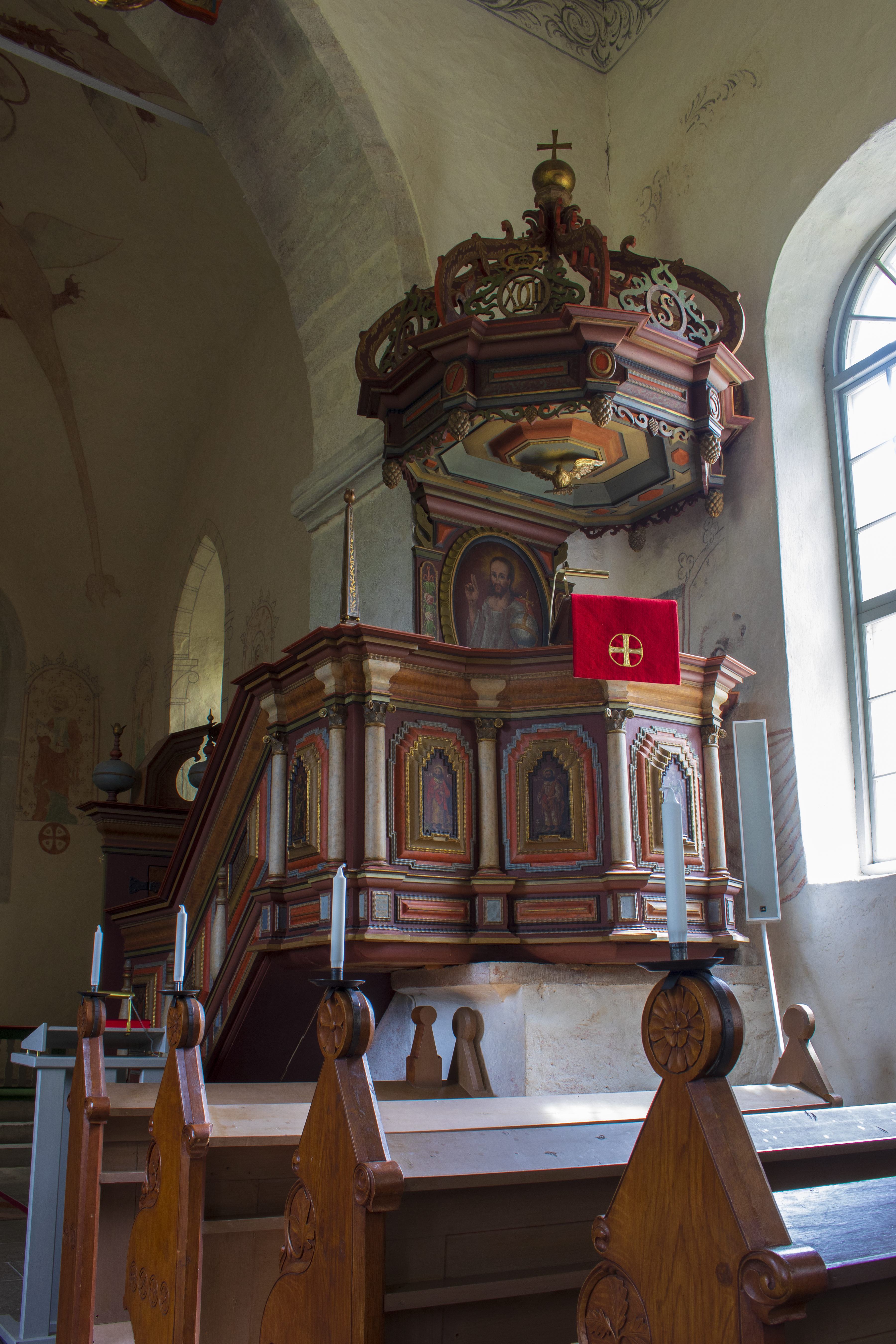
Predikstol 1705